# David Seymour (photographe)
Pour les articles homonymes, voir David Seymour et Seymour.
David Seymour, aussi connu sous le pseudonyme de Chim, né le 20 novembre 1911 à Varsovie, mort le 10 novembre 1956 à El Qantara (Égypte), était un photographe, cofondateur de l'agence Magnum.

## Biographie
Né Dawid Szymin à Varsovie, dans une famille juive, il grandit en Pologne et en Russie. En 1929, il commence des études d'art et de photographie à Leipzig, qu'il termine en 1933 à Paris où il s'était établi en 1931.
Dès 1933, il commence sa carrière en travaillant pour le magazine Regards, proche du Front populaire. À Paris, il rencontre Robert Capa, Gerda Taro et Henri Cartier-Bresson. Il couvre la guerre d'Espagne aux côtés des Républicains espagnols et revient en 1939 à Paris, d'où il repart pour le Mexique où il travaille auprès des exilés qui venaient s'y établir après la chute de la République et la victoire des nationalistes espagnols emmenés par Franco.
Au déclenchement de la Seconde Guerre mondiale, il est à New York. Il s'engage en 1940 dans l'Armée des États-Unis où il sert comme photographe et interprète jusqu'en 1945.
Après la guerre, pour l'UNESCO, il effectue des reportages sur les enfants en Tchécoslovaquie, Pologne, Allemagne, Grèce et Italie. Le fruit de ses travaux est publié en 1949 sous le titre Children of Europe.
En 1947, avec Robert Capa, Henri Cartier-Bresson et George Rodger, il fonde l'agence Magnum.
Après la mort de Capa, en 1954, il est président de Magnum, fonction qu'il occupe jusqu'à son décès, en 1956, alors qu'il couvre la crise de Suez.

## Postérité
Une plaque commémorative du Conseil de Paris lui rend hommage à Paris, rue Froidevaux, dans le 14e arrondissement.

## Expositions

### Expositions collectives
- 2013 : La Volonté de bonheur, Témoignages photographiques du Front populaire 1934-1938, avec des photographies de Brassaï, Robert Capa, Henri Cartier-Bresson, Robert Doisneau, Nora Dumas, Gisèle Freund, André Kertész, François Kollar, Sam Lévin, Éli Lotar, Willy Ronis, David Seymour,..., Pavillon populaire, Montpellier, du 2 mai au 9 juin 2013

## Collections
- Magnum Photos - New York, NY
- Centre international de la photographie - New York, NY
- George Eastman House - Rochester, NY
- National Gallery of Art - Washington, DC
- Corcoran Gallery of Art - Washington, DC
- San Francisco De Young Museum - San Francisco, CA
- Victoria and Albert Museum - Londres, UK
- Harry Ransom Center - Austin, TX

## Livres
- David Seymour, Centre national de la photographie, 2011, 144 p.
- Tom Beck (trad. Jacques Guiod), David Seymour : Texte imprimé : (Chim), Londres/Paris, Phaidon, 2006, 128 p. (ISBN 0-7148-5807-2)
- Carole Naggar, David Seymour : Vies de Chim, Contrejour, 2014, 224 p. (ISBN 979-1090294110)
- Roman : Isabelle Mayault, Une longue nuit mexicaine, éditions Gallimard et Folio, Paris, 2019  (ISBN 978-2-07-288171-8).